# 河和田村 (福井県)
河和田村（かわだむら）は福井県今立郡にあった村。現在の鯖江市の東端にあたる。

## 地理
- 山岳：城山、砥山、八幡山、高雄山

## 歴史
- 1889年（明治22年）4月1日 - 町村制の施行により、別司村、小坂村、莇生田村、片山村、西袋村、金谷村、寺中村、北中村、清水町村、尾花村、沢村及び上河内村の区域をもって、河和田村が発足する。
- 1947年（昭和22年）10月24日 - 昭和天皇の戦後巡幸。昭和天皇が福井県眼鏡工業協同組合作業場などを視察[1]。
- 1957年（昭和32年）3月31日 - 鯖江市に編入する。